# Pavle Zablatnik
Pavle Zablatnik, slovenski rimskokatoliški duhovnik, kulturni delavec in etnolog na avstrijskem Koroškem, * 4. december 1912, Bilnjovs (nem. Fellersdorf), † 26. maj 1993, Bilčovs (nem. Ludmannsdorf), Koroška.

## Življenje in delo
Rodil se je v kmečki družini očetu Pavlu in materi Francki (rojena Savnik). Ljudsko šolo je obiskoval v Bilčovsu (1918–1925), klasično gimnazijo v Celovcu (1925–1933), prav tam študiral bogoslovje (1933–1939), in bil 1938 posvečen. V Gradcu je od 1946 študiral filozofijo, klasično filologijo in slavistiko ter 1951 diplomiral in istega leta doktoriral z disertacijo Die geistige Volkskultur der Kärntner Slovenen. Najprej je bil od 1938-1939 župnijski upravitelj v Šentlenartu pri Sedmih studencih  (nem. St. Leonhard bei Siebenbrunn), nato provizor v Šmarjeti pri Velikovcu (nem. St. Margarethen ob Töllerberg) (1939–46). Po diplomi je bil v Celovcu profesor na Državni klasični in realni gimnaziji (1951-57) in od 1957–67 na Državni gimnaziji za Slovence (od 1971 preimenovana v Zvezno gimnazijo za Slovence), od 1968 do upokojitve 1977 pa prav tam ravnatelj. Poučeval je latinščino, grščino, slovenščino, ruščino in stenografijo. Ob redni službi je soupravljal razne župnije na Koroškem (Golšovo /Göltschach/, Šmiklavž, in Otmanje /Ottmanach/) ter bil duhovnik (Šentilju /St. Egid/, Šentjanžu v Rožu in Glinjah pri Borovljah). Pripravil je številna pedagoška predavanja za učitelje dvojezičnih šol. Na slavističnem inštitutu celovške univerze je v letih 1973−83 predaval slovensko narodopisje, koroško slovensko literaturo in didaktiko slovenskega jezika. Urejal je mesečnik Vera in dom in bil predsednik Krščanske kulturne zveze v Celovcu (1957-68), predsednik Slovenskega kulturnega društva (od 1959), podpredsednik celovške Mohorjeve družbe (od 1981), pobudnik ustanovitve Slovenskega narodopisnega inštituta Urban Jarnik (glej: Urban Jarnik) in nad 30 let sodelavec celovškega radia. Leta 1974 je postal dvorni svetnik, 1978 duhovni svetnik; 1982 je za življenjsko delo prejel Tischlerjevo nagrado, 1982 listino Narodnega sveta Koroških Slovencev in Zveze slovenskih organizacij na Koroškem ter 1993 Murkovo priznanje.

Zablatnik je v narodopisnem delu opisoval predvsem šege in navade življenjskega kroga , letne čase, ljudsko magijo, pripovedništvo, pesništvo in gledališče koroških Slovencev. Objavil je več poljudnoznanstvenih in strokovnih člankov, temelnji etnološki deli Od zibelke do goba (COBISS) in Ljudska verovanja, šege in navade na Koroškem (Celovec, 1984) ter priredil učbenika latinščine in 4. slovensko čitanko za višje razrede za Zvezno gimnazijo za Slovence. (COBISS) Prizadeval si je za ohranjanje slovenskega jezika in kulture; kulturna dediščina koroških Slovencev je bila zanj temelj narodne identitete.